# Jane (Toronto Subway)

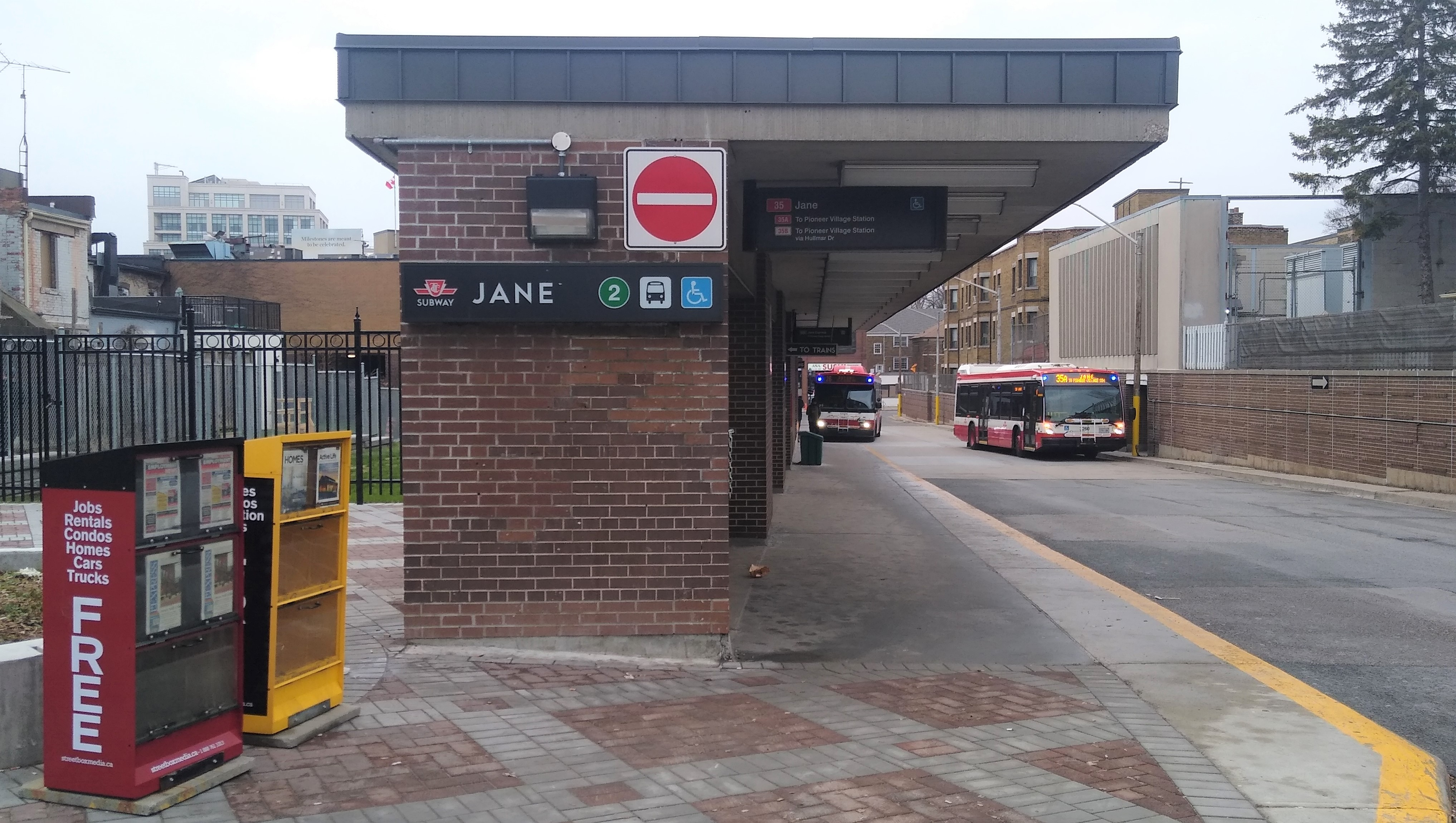
Eingang zur Station Jane

Jane ist eine unterirdische U-Bahn-Station in Toronto. Sie liegt an der Bloor-Danforth-Linie der Toronto Subway, an der Kreuzung von Bloor Street und Jane Street. Die Station besitzt Seitenbahnsteige und wird täglich von durchschnittlich 20.110 Fahrgästen genutzt (2018).
In der Nähe befindet sich das Einkaufsviertel Bloor West Village. Es bestehen Umsteigemöglichkeiten zu vier Buslinien der Toronto Transit Commission, für die ein Wendeplatz zur Verfügung steht. Die Eröffnung der Station erfolgte am 10. Mai 1968, zusammen mit dem Abschnitt Keele – Islington. Im Rahmen des Projekts Transit City hätte Jane Ausgangspunkt einer Stadtbahnstrecke sein sollen. Die als Jane LRT bezeichnete Strecke sollte nordwärts entlang der Jane Street bis zur Subwaystation Pioneer Village an der Yonge-University-Linie führen. Die Eröffnung war für das Jahr 2017 vorgesehen, doch das Projekt wurde 2011 vorerst zurückgestellt.